# Austrothelphusa valentula
Austrothelphusa valentula е вид ракообразно от семейство Gecarcinucidae. Видът е уязвим и сериозно застрашен от изчезване.

## Разпространение
Разпространен е в Австралия (Куинсланд).